# Oscarverleihung 1949
Übersicht aller ausgezeichneten Filme

◄◄ | ◄ | 1945 | 1946 | 1947 | 1948 | Oscarverleihung 1949 | 1950 | 1951 | 1952 | 1953 | ► | ►►

Weitere Ereignisse
Die Oscarverleihung 1949 fand am 24. März 1949 im AMPAS Theatre in Los Angeles statt. Es waren die 21st Annual Academy Awards. Im Jahr der Auszeichnung werden immer Filme des vergangenen Jahres ausgezeichnet, in diesem Fall also die Filme des Jahres 1948.
| Film                        | N  | A |
| --------------------------- | -- | - |
| Schweigende Lippen          | 12 | 1 |
| Hamlet                      | 7  | 4 |
| Johanna von Orleans         | 7  | 2 |
| Die Schlangengrube          | 6  | 1 |
| Geheimnis der Mutter        | 5  | 0 |
| Die roten Schuhe            | 5  | 2 |
| Die Gezeichneten            | 4  | 1 |
| Der Schatz der Sierra Madre | 4  | 3 |
| Stadt ohne Maske            | 3  | 2 |
| Eine auswärtige Affäre      | 2  | 0 |
| Ich küsse Ihre Hand, Madame | 2  | 0 |
| Jenny                       | 2  | 1 |
| Red River                   | 2  | 0 |
| When My Baby Smiles at Me   | 2  | 0 |
| Zaubernächte in Rio         | 2  | 0 |

## Moderation
Robert Montgomery

## Nominierungen und Gewinner

### Bester Film
präsentiert von Ethel Barrymore
Hamlet – Laurence Olivier
Die roten Schuhe (The Red Shoes) – Michael Powell, Emeric Pressburger
Der Schatz der Sierra Madre (The Treasure of the Sierra Madre) – Henry Blanke, Jack L. Warner
Die Schlangengrube (The Snake Pit) – Robert Bassler, Anatole Litvak
Schweigende Lippen (Johnny Belinda) – Jerry Wald

### Beste Regie
präsentiert von Frank Borzage
John Huston – Der Schatz der Sierra Madre (The Treasure of the Sierra Madre)
Anatole Litvak – Die Schlangengrube (The Snake Pit)
Jean Negulesco – Schweigende Lippen (Johnny Belinda)
Laurence Olivier – Hamlet
Fred Zinnemann – Die Gezeichneten (The Search)

### Bester Hauptdarsteller
präsentiert von Loretta Young
Laurence Olivier – Hamlet
Lew Ayres – Schweigende Lippen (Johnny Belinda)
Montgomery Clift – Die Gezeichneten (The Search)
Dan Dailey – When My Baby Smiles at Me
Clifton Webb – Belvedere, das verkannte Genie (Sitting Pretty)

### Beste Hauptdarstellerin
präsentiert von Ronald Colman
Jane Wyman – Schweigende Lippen (Johnny Belinda)
Ingrid Bergman – Johanna von Orleans (Joan of Arc)
Olivia de Havilland – Die Schlangengrube (The Snake Pit)
Irene Dunne – Geheimnis der Mutter (I Remember Mama)
Barbara Stanwyck – Du lebst noch 105 Minuten (Sorry, Wrong Number)

### Bester Nebendarsteller
präsentiert von Celeste Holm
Walter Huston – Der Schatz der Sierra Madre (The Treasure of the Sierra Madre)
Charles Bickford – Schweigende Lippen (Johnny Belinda)
José Ferrer – Johanna von Orleans (Joan of Arc)
Oskar Homolka – Geheimnis der Mutter (I Remember Mama)
Cecil Kellaway – The Luck of the Irish

### Beste Nebendarstellerin
präsentiert von Edmund Gwenn
Claire Trevor – Gangster in Key Largo (Key Largo)
Barbara Bel Geddes – Geheimnis der Mutter (I Remember Mama)
Ellen Corby – Geheimnis der Mutter (I Remember Mama)
Agnes Moorehead – Schweigende Lippen (Johnny Belinda)
Jean Simmons – Hamlet

### Bestes Drehbuch
präsentiert von Deborah Kerr
John Huston – Der Schatz der Sierra Madre (The Treasure of the Sierra Madre)
Charles Brackett, Richard L. Breen, Billy Wilder – Eine auswärtige Affäre (A Foreign Affair)
Millen Brand, Frank Partos – Die Schlangengrube (The Snake Pit)
Richard Schweizer, David Wechsler – Die Gezeichneten (The Search)
Allen Vincent, Irma von Cube – Schweigende Lippen (Johnny Belinda)

### Beste Originalgeschichte
präsentiert von Deborah Kerr
Richard Schweizer, David Wechsler – Die Gezeichneten (The Search)
Borden Chase – Red River
Frances H. Flaherty, Robert J. Flaherty – Louisiana-Legende (Louisiana Story)
Emeric Pressburger – Die roten Schuhe (The Red Shoes)
Malvin Wald – Stadt ohne Maske (The Naked City)

### Beste Kamera (Schwarzweißfilm)
präsentiert von Robert Ryan
William H. Daniels – Stadt ohne Maske (The Naked City)
Joseph H. August – Jenny (Portrait of Jennie)
Charles Lang – Eine auswärtige Affäre (A Foreign Affair)
Ted McCord – Schweigende Lippen (Johnny Belinda)
Nicholas Musuraca – Geheimnis der Mutter (I Remember Mama)

### Beste Kamera (Farbfilm)
präsentiert von Robert Ryan
Winton C. Hoch, William V. Skall, Joseph A. Valentine – Johanna von Orleans (Joan of Arc)
Charles G. Clarke – Green Grass of Wyoming
Robert H. Planck – Die drei Musketiere (The Three Musketeers)
William E. Snyder – Liebesnächte in Sevilla (The Loves of Carmen)

### Bestes Szenenbild (Schwarzweißfilm)
präsentiert von Arlene Dahl
Carmen Dillon, Roger K. Furse – Hamlet
Robert M. Haas, William Wallace – Schweigende Lippen (Johnny Belinda)

### Bestes Szenenbild (Farbfilm)
präsentiert von Arlene Dahl
Hein Heckroth, Arthur Lawson – Die roten Schuhe (The Red Shoes)
Richard Day, Joseph Kish, Casey Roberts – Johanna von Orleans (Joan of Arc)

### Beste Kostüme (Schwarzweißfilm)
präsentiert von Elizabeth Taylor
Roger K. Furse – Hamlet
Irene – B.F.’s Daughter

### Beste Kostüme (Farbfilm)
präsentiert von Elizabeth Taylor
Dorothy Jeakins, Barbara Karinska – Johanna von Orleans (Joan of Arc)
Edith Head, Gile Steele – Ich küsse Ihre Hand, Madame (The Emperor Waltz)

### Beste Filmmusik (Drama/Komödie)
präsentiert von Kathryn Grayson
Brian Easdale – Die roten Schuhe (The Red Shoes)
Hugo Friedhofer – Johanna von Orleans (Joan of Arc)
Alfred Newman – Die Schlangengrube (The Snake Pit)
Max Steiner – Schweigende Lippen (Johnny Belinda)
William Walton – Hamlet

### Beste Filmmusik (Musikfilm)
präsentiert von Kathryn Grayson
Roger Edens, Johnny Green – Osterspaziergang (Easter Parade)
Lennie Hayton – Der Pirat (The Pirate)
Ray Heindorf – Zaubernächte in Rio (Romance on the High Seas)
Alfred Newman – When My Baby Smiles at Me
Victor Young – Ich küsse Ihre Hand, Madame (The Emperor Waltz)

### Bester Song
präsentiert von Kathryn Grayson
„Buttons and Bows“ aus Sein Engel mit den zwei Pistolen (The Paleface) – Ray Evans, Jay Livingston
„For Every Man There’s a Woman“ aus Casbah – Verbotene Gassen (Casbah) – Harold Arlen, Leo Robin
„It’s Magic“ in Zaubernächte in Rio (Romance on the High Seas) – Sammy Cahn, Jule Styne
„This Is the Moment“ aus Die Frau im Hermelin (That Lady in Ermine) – Friedrich Hollaender, Leo Robin
„The Woody Woodpecker Song“ aus Wet Blanket Policy – Ramey Idriss, George Tibbles

### Bester Schnitt
präsentiert von Wendell Corey
Paul Weatherwax – Stadt ohne Maske (The Naked City)
Reginald Mills – Die roten Schuhe (The Red Shoes)
Christian Nyby – Red River
Frank Sullivan – Johanna von Orleans (Joan of Arc)
David Weisbart – Schweigende Lippen (Johnny Belinda)

### Bester Ton
präsentiert von Ann Blyth
Thomas T. Moulton – Die Schlangengrube (The Snake Pit)
Daniel J. Bloomberg – Erbe des Henkers (Moonrise)
Charles Lang – Schweigende Lippen (Johnny Belinda)

### Beste visuelle Effekte
präsentiert von Glenn Ford
Paul Eagler, Charles L. Freeman, J. McMillan Johnson, Russell Shearman, Clarence Slifer, James G. Stewart – Jenny (Portrait of Jennie)
Ralph Hammeras, Roger Heman senior, Fred Sersen, Edward Snyder – Deep Waters

### Bester Kurzfilm (1 Filmrolle)
präsentiert von Jeanne Crain
Menschen in der Stadt (Människor i stad) – Edmund Reek
Annie Was a Wonder – Herbert Moulton
Cinderella Horse – Gordon Hollingshead
So You Want to Be on the Radio – Gordon Hollingshead
You Can’t Win – Pete Smith

### Bester Kurzfilm (2 Filmrollen)
präsentiert von Jeanne Crain
Die Robbeninsel (Seal Island) – Walt Disney
Calgary Stampede – Gordon Hollingshead
Going to Blazes! – Herbert Morgan
Samba-Mania – Harry Grey
Snow Capers – Thomas Mead

### Bester Kurzfilm (Cartoon)
präsentiert von Jeanne Crain
Tom und ich und Nibbelchen (The Little Orphan) – Fred Quimby
Micky und der Seehund (Mickey and the Seal) – Walt Disney
Der preisgekrönte Mäusefänger (Mouse Wreckers) – Eddie Selzer
Robin Hoodlum – United Productions of America
Tee für Zweihundert (Tea for Two Hundred) – Walt Disney

### Bester Dokumentarkurzfilm
präsentiert von Ava Gardner
Toward Independence – U.S. Army
Heart to Heart – Herbert Morgan
Operation Vittles – United States Air Force

### Bester Dokumentarfilm
präsentiert von Ava Gardner
The Secret Land – Orville O. Dull
Einer von den Stillen (The Quiet One) – Janice Loeb

## Ehren-Oscars

### Ehrenoscar
Walter Wanger – Johanna von Orleans (Joan of Arc)
Monsieur Vincent als bester fremdsprachiger Film
Sid Grauman
Adolph Zukor

### Irving G. Thalberg Memorial Award
Jerry Wald

### Juvenile Award
Ivan Jandl – Die Gezeichneten (The Search)

### Scientific and Engineering Award
Victor Caccialanza, Maurice Ayers
Nick Kalten, Louis J. Witte

### Technical Achievement Award
Marty Martin, Jack Lannan, Russell Shearman
A. J. Moran